# Lessines
Lessines (nld. Lessen, pcd. i wa. Lissene) – miasto w Belgii, w Regionie Walońskim, w prowincji Hainaut, w okręgu Ath. Według Dyrekcji Generalnej Instytucji i Ludności, 1 stycznia 2024 roku miasto liczyło 18 735 mieszkańców.

## Podział administracyjny
W skład miasta wchodzi siedem dzielnic (section):
- Bois-de-Lessines (Lessenbos)
- Deux-Acren (Twee-Akren)
- Ghoy
- Ogy
- Ollignies (Woelingen)
- Papignies (Papegem)
- Wannebecq (Wannebeek)